# Сражение при Бассано
Сражение при Басса́но (фр. Bataille de Bassano) произошло 8 сентября 1796 года в ходе Итальянского похода Бонапарта в эпоху революционных войн. В нём французская армия нанесла поражение австрийским войскам, шедшим на помощь гарнизону осаждённой Мантуи.

## Силы и планы сторон
Первая попытка помощи Мантуе застопорилась в начале августа после сражение при Лонато и битвы при Кастильоне, что побудило генерала Вурмзера отступить в долину Адидже на севере.
По приказу императора Франца II фельдмаршал Вурмзер и его новый начальник штаба фельдмаршал-лейтенант Франц фон Лауэр разработали стратегическую операцию, чтобы прорвать и положить конец французской осаде Мантуи. Это предусматривало оставить Давидовича с силми в 13 700 в Тренто, чтобы защитить город и, таким образом, получить доступ к Тиролю. Тем временем Вурмзер должен был повести две дивизии сначала на восток через Левице и Борго в долину Бренты, чтобы затем соединиться в Бассано с размещенным там гарнизоном в 10 500 человек под командованием Месароша, а затем повести собранные войска в Мантую, в то время как Давидович двинулся бы на французов с севера, ожидая благоприятной возможности поддержать Вурмзера.
С французской стороны французское правительство хотело, чтобы генерал Бонапарт и его войска присоединились к армии генерала Жана-Виктора Моро, которая действовала на юге Германии. С этой целью Бонапарт разместил дивизию Клода Вобуа (10 000 человек) на западном берегу озера Гарда. Кроме того, дивизия Андре Массены (13 000 солдат) должна была защищать долину Адидже, а дивизия Пьера Ожеро (10 000 солдат) должна была прикрывать Верону. Блокаду Мантуи (осада была невозможна из-за отсутствия тяжелой артиллерии) осуществляли генералы Шарль Килмен и Жан Саюге с 8000 человек, а 2000 резервных войск находились в Вероне.

## Перед сражением
В начале сентября 1796 года Наполеон Бонапарт повёл Итальянскую армию на север вдоль реки Адидже, чтобы соединиться с Рейнской армией в Германии. В то же время австрийские войска под командованием фельдмаршала Дагоберта Вурмзера двинулись на юг по долине Бренты. 4 сентября французы разбили при Роверето корпус Давидовича, оставленный Вурмзером для защиты Трента. Когда Бонапарт обнаружил, что Вурмзер направляется в Бассано, он отказался от плана соединения своей армии с Моро. Вместо этого он оставил Вобуа и его войска на севере, чтобы обеспечить доступ к Тиролю, в то время как решительным, но очень смелым шагом он решил следовать за Вурмзером. Таким образом, отрезанный от своего прямого пути снабжения, он приказал Ожеро, а затем Массене идти в сторону долины Бренты. 7 сентября 8200 человек Ожеро разгромили арьергард Вурмзера численностью 4000 человек в Примолано и взял 1500 пленных.

## Ход сражения
8 сентября сконцентрированные французские войска обрушились на Вурмзера с севера. Сначала они атаковали австрийский арьергард из 3800 человек под командованием Квоздановича и генерал-майора Адама Баялича. Бонапарт отправил Массену вниз по западному берегу Бренты, а Ожеро — по восточному берегу. Подавленный неоднократными атаками и преследуемый кавалерией полковника Иоахима Мюрата, арьергард рухнул, и Баялич был взят в плен. Вурмзер развернул одну бригаду на западном берегу, вторую бригаду — на восточном берегу, и третью — в Бассано. Полковник Жан Ланн возглавил успешную атаку, которая прорвала австрийские позиции, и ворвался в город. Позже Квозданович принял командование над побежденными австрийцами, отступившими на восток, но 3500 солдат дивизии Карла Зеботтендорфа отступили на юг вместе со своим командующим армией. Французы потеряли 400 человек убитыми, ранеными и пропавшими без вести, а с австрийской стороны 600 человек были убиты или пропали без вести. Было захвачено от 2000 до 4000 австрийцев, а также восемь знамён и 30 артиллерийских орудий.

## Преследование
Вурмзер неожиданно направился на запад, в сторону Мантуи, и присоединился к дивизии Месароша в Виченце. Сразу же Бонапарт послал две свои дивизии вслед за австрийцами, надеясь их отрезать. Массена продвинулся на юго-запад от Виченцы, в то время как Ожеро двинулся на юг, в Падую, чтобы закрыть путь отхода австрийцев на восток. Генерал-майор Петер Отт возглавил авангард Вурмзера в гонке на Мантую. Французский батальон, удерживавший Леньяго, покинул свой пост, позволив австрийцам перейти через Адидже. Вурмзер оставил 1600 человек, чтобы удерживать город, и продолжил марш. 11 сентября Массена перехватил австрийцев у Череи двумя бригадами, ослабленными из-за отставания. Отт держался до тех пор, пока не прибыл Вурмзер с основными силами, отбросив французов назад, потеряв 1200 человек. Бонапарт приказал Саюге занять блокирующие позиции в Кастель-д'Арио и в Говерноло, где река Минчио впадала в реку По. На следующий день австрийский фельдмаршал с помощью местного проводника пересек мост, который Саюге не смог разрушить, и повел 10 000 пехотинцев и 3 000 кавалеристов в Мантую.

## Бой у Сан-Джорджо
Захватив 13 сентября австрийский отряд у Леньяго, Бонапарт предстал перед Мантуей. 15 сентября Вурмзер ждал французов на восточном берегу реки Минчо в боевом порядке, правым флангом в пригороде Сан-Джорджо и левым — во дворце Ла-Фаворита. Австрийское левое крыло под командованием Отта весь день сдерживало атаки Саюге. Но австрийская линия уступила место атакам Массены в центре и генерала бригады Луи Андре Бона (во главе дивизии Ожеро) справа. Французам удалось захватить пригород Сан-Джорджо и отбросить австрийцев в Мантую. В ходе этого боя погибло 2500 австрийцев, было захвачено 11 орудий и 3 знамёна. Французы потеряли 1500 человек убитыми и ранеными, а также захвачено девять орудий.

## Результаты
Гарнизон Мантуи увеличился почти до 30 000 человек. Но в течение шести недель 4000 австрийцев умерли от ран или болезней в переполненной крепости. Таким образом, вторая попытка освободить Мантую закончилась для австрийцев неудачей. Командующему их армией удалось запереться в том самом месте, которое он пытался освободить, потеряв при этом более 11 000 человек. Французам не удалось установить связь между своими армиями в Италии и Германии, и Бонапарт в некотором смысле вернулся к исходной точке, все еще сталкиваясь с проблемой взятия Мантуи, которая теперь имела гораздо более мощный гарнизон.